# Marcel Justribó i Agustí
Marcel Justribó i Agustí   (Lleida, 8 de maig de 1978) és un pilot de trial català. Després d'haver guanyat tres campionats estatals en categories inferiors, l'any 1995 va guanyar el Campionat d'Europa de trial amb Beta. Ha guanyat 3 vegades el Trial de les Nacions formant part de l'equip estatal, concretament els anys 1996, 1998 i 2000.
Justribó ha estat competint en els campionats mundial i espanyol a alt nivell durant anys. Actualment compagina l'activitat esportiva amb la seva empresa Trialshows, des d'on es dedica a oferir tota mena d'espectacles amb el també campió d'Europa Jordi Pascuet, amb qui col·labora també en la seva escola de trial a La Seu d'Urgell, la Pascuet Trial School, entrenant joves pilots.
A 1 de gener de 2010

## Palmarès
| Any          | Motocicleta  | C. del Món outdoor | C. del Món indoor | TDN | C. d'Espanya outdoor | C. d'Espanya indoor | Altres          |
| ------------ | ------------ | ------------------ | ----------------- | --- | -------------------- | ------------------- | --------------- |
| 1991         | Beta         | -                  | -                 | -   | 1r juvenil           | -                   |                 |
| 1992         | Gas Gas      | -                  | -                 | -   | 1r júnior            | -                   |                 |
| 1993         | Beta         | -                  | -                 | -   | 1r sènior B          | -                   |                 |
| 1994         | Beta         | 16è                | -                 | -   | 6è                   | -                   |                 |
| 1995         | Beta         | 11è                | 12è               | -   | 4t                   | -                   | Campió d'Europa |
| 1996         | Beta         | 10è                | 14è               | 1r  | 4t                   | -                   |                 |
| 1997         | Gas Gas      | 12è                | 13è               | -   | 6è                   | -                   |                 |
| 1998         | Gas Gas      | 10è                | 10è               | 1r  | 3r                   | -                   |                 |
| 1999         | Montesa      | 6è                 | 6è                | 2n  | 5è                   | -                   |                 |
| 2000         | Montesa      | 8è                 | 8è                | 1r  | 5è                   | -                   |                 |
| 2001         | Sherco       | 11è                | -                 | -   | 12è                  | 5è                  |                 |
| 2002         | Sherco       | 12è                | -                 | -   | 18è                  | 7è                  |                 |
| 2003         | Montesa      | 12è                | -                 | -   | -                    | -                   |                 |
| Total títols | Total títols | 0                  | 0                 | 3   | 3                    | 0                   | 1               |

Notes
1. ↑  La classificació consignada a TDN fa referència a la posició final obtinguda per l'equip estatal
2. ↑  Al total de títols s'hi compten tots els campionats estatals o internacionals guanyats, incloent-hi el TDN